# Auguste Forel
Auguste Henri Forel (Morges, 1º settembre 1848 – Yvorne, 27 luglio 1931) è stato uno psichiatra ed entomologo svizzero, celebre per le sue investigazioni nella struttura del cervello umano ed in quello delle formiche.

## Biografia
È considerato uno dei fondatori della teoria dei neuroni. Forel è anche conosciuto per i suoi primi contributi alla sessuologia.
È padre di Oscar Forel, anch'egli psichiatra.
Dal 1978 sino al 2000 l'immagine di Forel era presente sulle banconote da 1000 franchi svizzeri.

## Vita privata
Auguste H. Forel praticava la Fede bahá'í, religione universale fondata da Bahá'u'lláh alla fine del XIX secolo, sulla quale nel suo testamento del 1921 scriveva: "... Che devo aggiungere oggi, nell'agosto del 1921, dopo le orribili guerre che hanno ora messo a ferro e fuoco l'umanità svelando più che mai la terribile ferocia delle nostre odiose passioni? Nulla se non questo: dobbiamo restare tanto più saldi, tanto più incrollabili nella nostra lotta per il bene sociale. Nel 1920 ho conosciuto a Karlsruhe la fede sopraconfessionale e mondiale dei Bahá'í, proclamata nel 1863 da Bahá'u'lláh in Persia. È la vera religione del bene sociale umano, senza dogmi e senza sacerdoti, che unisce tra loro tutti gli uomini sul nostro piccolo globo terrestre. Sono diventato un Bahá'í. Che questa fede possa vivere e prosperare per il bene dell'umanità, questo è il mio più ardente augurio!"